# ميتو كيوكاوا
ميتو كيوكاوا (京川 舞) (28 ديسمبر 1993 في إيباراكي في اليابان – )؛ هي لاعبة كرة قدم كانت تلعب كمهاجم. ولعبت مع منتخب اليابان لكرة القدم للسيدات.

## وصلات خارجية
- ميتو كيوكاوا على موقع الاتحاد الدولي (مؤرشف)  (الإنجليزية)
- ميتو كيوكاوا على موقع قاعدة بيانات كرة القدم.إي يو (الإنجليزية)
- ميتو كيوكاوا على موقع Soccerway.com (الإنجليزية)
- ميتو كيوكاوا على موقع عالم كرة القدم.نت (الإنجليزية)